# Polar Class
Polar Class（PC）是船级社根据国际船级社协会（IACS）所制定的《Polar Class船舶统一要求》（Unified Requirements for Polar Class Ships）为船只指定的冰级。规则中定义了从适用于所有极地水域全年作业的PC 1到适用于夏季和秋季在薄一年生冰层中作业的PC 7七个Polar Class等级。
需要注意的是，不应将国际船级社协会的Polar Class规则与国际海事组织（IMO）制定的《国际极地水域船舶作业规则》（《极地规则》）[International Code for Ships Operating in Polar Waters（Polar Code）]相混淆。

## 定义
国际船级社协会建立了从最高的PC 1到最低的PC 7七个Polar Class等级，每个级别都与船只的作业能力和强度相对应。每个Polar Class等级对于船只适航的冰况描述均基于世界气象组织（WMO）的海冰命名法。这些定义旨在指导船东、设计方和行政部门选择合适的Polar Class等级，以匹配船只的目标航行或服务。对于具有足够动力和强度进行例如护航和冰管理作业等“冰封水域激进作业”的船只，可颁发额外的“icebreaker”标志。
| Polar Class | Polar Class规则中的冰层描述                             | 世界气象组织海冰命名法中对应的冰厚度 |
| ----------- | ------------------------------------------------------- | ------------------------------------ |
| PC 1        | 在所有极地水域全年作业                                  | 未定义                               |
| PC 2        | 在中等多年冰况下全年作业                                | 最高可达3.0米（9.8英尺）或更厚       |
| PC 3        | 在可能含有多年冰夹杂物的二年冰层中全年作业              | 最高可达2.5米（8.2英尺），有时更厚   |
| PC 4        | 在可能含有旧冰夹杂物的厚一年生冰层中全年作业            | 超过120 cm（3.9英尺）                |
| PC 5        | 在可能含有旧冰夹杂物的中等厚度一年生冰层中全年作业      | 70至120 cm（2.3至3.9英尺）           |
| PC 6        | 夏季/秋季在可能含有旧冰夹杂物的中等厚度一年生冰层中作业 | 70至120 cm（2.3至3.9英尺）           |
| PC 7        | 夏季/秋季在可能含有旧冰夹杂物的薄一年生冰层中作业       | 30至70 cm（0.98至2.30英尺）          |

## 船只
国际船级社协会Polar Class规则只适用于自2007年7月1日起签订建造合同的船只。因此，尽管在此之前建造的船只可能具有同等甚至更高等级的冰区加强，但其并未被正式指定Polar Class冰级，并且实际上可能并不完全满足《Polar Class船舶统一要求》中的所有要求。
以下为部分已建成、建造中，或计划建造的Polar Class冰级的船只：

### Polar Class 7
- 自2019年起交付的三艘加拿大海岸警卫队远洋渔业科研船：CCGS Sir John Franklin号（英语：CCGS Sir John Franklin (2017)）（2019年交付）[3]、CCGS Capt. Jacques Cartier号（英语：CCGS Capt. Jacques Cartier）（2020年交付）[3]和CCGS John Cabot号（英语：CCGS John Cabot (2020)）（2020年交付）[3]

### Polar Class 6
- 于2019年交付的荷兰MV Hondius号邮轮[4]

- 于2023年交付的英国天鹅探索邮轮（英语：Swan Hellenic）SH Diana号邮轮[5]

- 于2024年交付的中国自然资源部北海局极地号破冰调查船[6]

- 计划于2025年交付的加拿大海岸警卫队CCGS Naalak Nappaaluk号远洋海洋科研船（英语：CCGS Naalak Nappaaluk）[7][8][9]

### Polar Class 5
- 于2012年交付的南非森林渔业和环境部（英语：Department of Forestry, Fisheries and the Environment）S. A. Agulhas II（英语：S. A. Agulhas II）号极地补给和研究船[10]

- 于2014年交付的美国国家科学基金会RV Sikuliaq（英语：RV Sikuliaq）号研究船[3]

- 自2020年起交付的两艘美国Lindblad Expeditions邮轮National Geographic级邮轮：National Geographic Endurance号（2020年交付）[11]和National Geographic Resolution号（2021年交付）[12]

- 于2021年交付的英国自然环境研究理事会（英语：Natural Environment Research Council）RRS Sir David Attenborough（英语：RRS Sir David Attenborough）号极地科考船[13]

- 自2021年起交付的两艘英国天鹅探索邮轮Vega级邮轮：SH Minerva号（2021年交付）[14]和SH Vega号（2022年交付）[15]

### Polar Class 4
- 于2016年交付的芬兰交通基础设施局（英语：Finnish Transport Infrastructure Agency）Polaris号破冰船（英语：Polaris (icebreaker)）[16]

- 计划于2026年交付的日本海洋研究开发机构みらいⅡ号北极科考船（日语：みらいII）[17]

- 计划自2026年起交付的两艘瑞典海事局（英语：Swedish Maritime Administration）波罗的海护航破冰船[18]

- 计划自2030年起交付的16艘加拿大海岸警卫队多用途破冰船[19][20][21]

### Polar Class 3
- 于2018年交付的挪威极地研究所（英语：Norwegian Polar Institute）RV Kronprins Haakon号极地科考破冰船（英语：RV Kronprins Haakon）[22]

- 于2019年交付的中国极地研究中心雪龙2号极地科考破冰船[23]

- 于2021年交付的澳大利亚环境部RSV Nuyina号极地科考破冰船（英语：RSV Nuyina）[24]

### Polar Class 2
- 于2021年交付的法国庞洛邮轮（英语：Compagnie du Ponant）Le Commandant Charcot号邮轮（英语：Le Commandant Charcot）[25]

- 计划自2030年起交付的两艘加拿大海岸警卫队极地破冰船：CCGS Arpatuuq号（英语：CCGS Arpatuuq）和CCGS Imnaryuaq号（英语：CCGS Imnaryuaq）[26][27][28][29]

### Polar Class 1
截至2024年，尚无任何Polar Class 1的船只已建成、建造中，或计划建造。

## 引用来源
1. 1 2 3 4   (PDF). 国际船级社协会. 2016-04  [2024-11-19]. （原始内容存档 (PDF)于2012-06-20） （英语）.
2. 1 2   (PDF). 世界气象组织. 2014  [2024-11-19]. （原始内容存档 (PDF)于2024-11-20） （英语）.
3. 1 2 3 4  . 美国船级社.   [2024-11-19]. （原始内容存档于2024-12-31） （英语）.
4. ↑  . 劳氏船级社.   [2024-11-19] （英语）.
5. ↑  . 劳氏船级社.   [2024-11-19] （英语）.
6. ↑  . 中国船级社.   [2024-11-19]. （原始内容存档于2025-01-24） （中文（中国大陆））.
7. ↑  . 加拿大政府. 2024-09-24  [2024-11-20]. （原始内容存档于2025-01-31） （英语）.
8. ↑   (PDF). VARD.   [2024-11-19]. （原始内容存档 (PDF)于2024-12-07） （英语）.
9. ↑  . Seaspan.   [2024-11-19]. （原始内容存档于2025-01-23） （英语）.
10. ↑  . 挪威船级社.   [2024-11-19]. （原始内容存档于2025-01-21） （英语）.
11. ↑  . 挪威船级社.   [2024-11-19]. （原始内容存档于2025-01-23） （英语）.
12. ↑  . 挪威船级社.   [2024-11-19]. （原始内容存档于2025-01-23） （英语）.
13. ↑  . 劳氏船级社.   [2024-11-19] （英语）.
14. ↑  . 劳氏船级社.   [2024-11-19] （英语）.
15. ↑  . 劳氏船级社.   [2024-11-19] （英语）.
16. ↑  . 劳氏船级社.   [2024-11-19] （英语）.
17. ↑  . 日本海洋研究开发机构.   [2024-11-19]. （原始内容存档于2024-09-10） （日语）.
18. ↑  . 阿克北极.   [2024-11-19]. （原始内容存档于2025-01-23） （英语）.
19. ↑  . 加拿大政府. 2024-07-24  [2024-11-30]. （原始内容存档于2024-12-22） （英语）.
20. ↑  . 阿克北极.   [2024-11-19]. （原始内容存档于2024-07-18） （英语）.
21. ↑  . Seaspan.   [2024-11-19]. （原始内容存档于2024-09-19） （英语）.
22. ↑  . 挪威船级社.   [2024-11-19]. （原始内容存档于2023-07-17） （英语）.
23. ↑  . 中国船级社.   [2024-11-19] （中文（中国大陆））.
24. ↑  . 劳氏船级社.   [2024-11-19] （英语）.
25. ↑  . 法国船级社.   [2024-11-19]. （原始内容存档于2025-01-19） （英语）.
26. ↑  . 加拿大政府. 2024-07-24  [2024-11-30]. （原始内容存档于2024-12-12） （英语）.
27. ↑   (PDF). VARD.   [2024-11-19]. （原始内容存档 (PDF)于2024-06-16） （英语）.
28. ↑  . Seaspan.   [2024-11-19]. （原始内容存档于2024-11-12） （英语）.
29. ↑  . Chantier Davie Canada Inc.   [2025-06-06] （英语）.